# Austerlitz (novel·la)
|  | Per a altres significats, vegeu «Austerlitz (desambiguació)». |

Austerlitz és una novel·la de l'escriptor alemany W. G. Sebald, publicada en 2001, on es relata la història d'un home sense passat, sense pàtria ni idioma, que se sent un intrús a tot arreu.
La novel·la comença en l'estació d'Anvers, on el narrador es troba per primera vegada amb el protagonista de l'obra, i és aquí on comença a forjar-se la relació entre tots dos, unes vegades més íntima i altres més distant. A través de trobades casuals o acordats entre el narrador i el protagonista, Jacques Austerlitz, es va revelant a poc a poc la història del viatger solitari.
Austerlitz, nen jueu refugiat en la dècada de 1940, va arribar a Gal·les, on es va criar a casa d'un predicador i la seva dona, persones grans i tristes. Després de créixer llargs anys en un ambient solitari, coneix el seu veritable origen, la qual cosa li fa sentir-se com un estrany.
La novel·la, escrita en frases llargues i complexes, que recorden l'estil de Thomas Mann, resulta ser un viatge per la història d'Europa des del capitalisme i la industrialització, passant pels desastres del segle XX: la persecució i l'èxode dels jueus, sobretot. Gira entorn de la cerca de la identitat, el record i el relat, que permeten saber-se pertanyent a una comunitat, escapant del desarrelament que sofreix Austerlitz.

## Anàlisi
Austerlitz es considera una de les obres mestres de Sebald. Conté totes les influències que Pablo D'Ors enumerava en una crítica: Kafka en el desterrament del personatge, Montaigne en la ironia, Hesse en l'amor a la natura, Bernhard en la sintaxi, Sarraute en el culte als objectes, Sterne en l'anar i venir del narrador, Goethe en l'afany pel viatge i el romanticisme no barroc.

## Traduccions al català
- Austerlitz, W.G. Sebald. Traducció d'Anna Soler Horta. Barcelona. Edicions 62 - Col·lecció El Balancí (471), 2003. ISBN 978-84-297-5296-0
- Austerlitz, W.G. Sebald. Traducció d'Anna Soler Horta. Barcelona. Editorial Flâneur, 2018. ISBN 978-84-09-03295-2